# Citrobacter
A Citrobacter baktériumnemzetség az Enterobacteriaceae osztályba tartozik. Peritrich flagellumos, Gram-negatív pálcák. Erjesztő baktériumok, nagy mennyiségű gázt és savat termelnek. Opportunista patogének, ritkán embert is fertőzhetnek.